# 刘玮 (1964年)
刘玮（1964年9月12日—），男，山东临朐人，记者、策划人、制作人，现为齐鲁晚报棋院院长、齐鲁影业董事长。

## 生平
刘玮于1994年进入齐鲁晚报工作，最初为一名体育记者，主要从事足球报道。他曾跟踪报道过山东鲁能泰山足球俱乐部与中国国家足球队，写过大量独家报道与足球评论，还曾采访过米卢、马拉多纳、萨马兰奇等众多体育人物。
1998年，刘玮建立了齐鲁晚报国际象棋俱乐部，并聘请国际大师童渊铭培养青少年棋手，开始了山东棋坛的拓荒。2001年，他在此基础上创立了齐鲁晚报棋院。2003年，他又进入围棋圈，聘请曹大元九段率领棋院旗下的山东围棋队出战围甲联赛。
2012年起，刘玮进军影视业，出任齐鲁影业董事长，并主持拍摄了许多电影、电视剧、纪录片等。

## 贡献
刘玮领导下的山东国际象棋队与围棋队曾分别夺得过中国国象甲级联赛与围甲联赛冠军，还培养出了众多优秀年轻棋手，其中包括几十人次的棋类全国冠军与数位世界冠军。此外，棋院还承办过许多国家级与世界级的棋类大赛，他也被誉为“棋类市场运作第一人”。他对山东棋类运动发展有着重要的贡献，并因此于2009年获得“山东省劳动模范”称号。